# مارتن فلافين
مارتن فلافين (بالإنجليزية: Martin Flavin)‏ (2 نوفمبر 1883، سان فرانسيسكو في الولايات المتحدة - 27 ديسمبر 1967، كارميل-بي-ثي-سي في الولايات المتحدة)؛ كاتب مسرحي، كاتب، كاتب سيناريو وروائي أمريكي.

## روابط خارجية
- مارتن فلافين على موقع IMDb (الإنجليزية)
- مارتن فلافين على موقع أول موفي (الإنجليزية)
- مارتن فلافين على موقع قاعدة بيانات برودواي على الإنترنت (الإنجليزية)
- مارتن فلافين على موقع قاعدة بيانات الأفلام السويدية (السويدية)
- مارتن فلافين على موقع إن إن دي بي (الإنجليزية)
- مارتن فلافين على موقع قاعدة بيانات الفيلم (الإنجليزية)